# Bogserflygplan

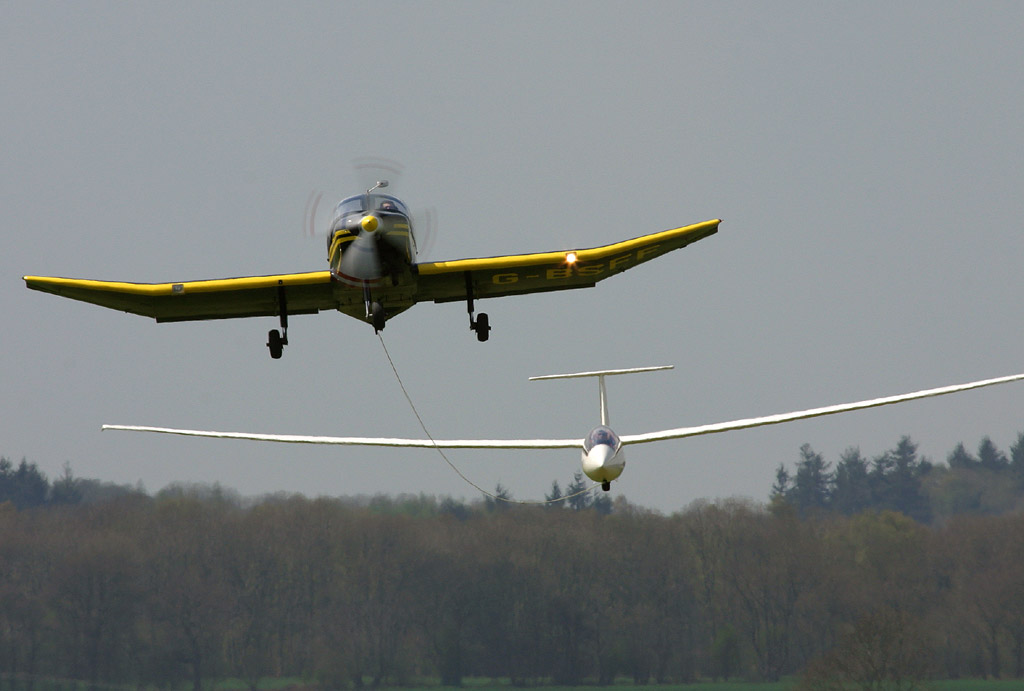
Ett bogserflygplan bogserar ett segelflygplan.

Bogserflygplan är ett flygplan som används för att bogsera upp segelflygplan. Tidigare var den klassiska dubbeldäckaren Tiger Moth vanlig för bogsering i Sverige. Numera är Piper Pawnee vanlig, ett motorstarkt flygplan vars ursprungliga användningsområde var flygbesprutning av grödor.
Dagens trender är att bogserflygplanen i allt större utsträckning ersätts av motorseglare med bogserkapacitet. De är billigare och alla segelflygare kan då fungera som bogserförare.
Ett bogserflygplan kan också dra ett reklamsläp över himlen. Ett reklamsläp är ett budskap, oftast med ca 2 m höga bokstäver. Det klassiska bogserplanet för reklamsläp är Piper Super Cub. Militärt använder man bogserflygplan till bogsering av luftmål.